# سيلفانا إمام
سيلفانا إمام (مواليد 19 سبتمبر 1986 ) هي رابر سويدية تعرف بأغانيها السياسية ضد العنصرية،رهاب المثلية وصعود اليمين.

## وصلات خارجية
- سيلفانا إمام على موقع IMDb (الإنجليزية)
- سيلفانا إمام على موقع ميوزك برينز (الإنجليزية)
- سيلفانا إمام على موقع قاعدة بيانات الأفلام السويدية (السويدية)
- سيلفانا إمام على موقع أول ميوزيك (الإنجليزية)
- سيلفانا إمام على موقع ديسكوغز (الإنجليزية)
- سيلفانا إمام على موقع قاعدة بيانات الفيلم (الإنجليزية)